# Ioan Dragoș
Ioan Dragoș (n. 5 martie 1810, Oradea, – d. 10 mai 1849, Abrud) a fost un nobil român din comitatul Bihor, cunoscut pentru participarea sa la Revoluția de la 1848 din Ungaria.

## Originea și studiile
Ioan Dragoș s-a născut într-o familie de nobili români din Oradea Mare. Conform lui Iosif Șterca-Șuluțiu, tatăl lui Ioan Dragoș, Teodor, a fost un mic proprietar stabilit la Oradea Mare, unde deținea o casă, pământuri și vie. 
Ioan Dragoș a urmat cursurile Academiei de Drept din Oradea Mare, pe care, însă, nu le-a finalizat. Cu toate acestea, a profesat în domeniul juridic, activând ca jurat comitatens și, ulterior, ocupând funcția de szolgabíró în comitatul Bihor.

## Activitatea din timpul revoluției
A fost ales deputat de Beiuș în parlamentul de la Budapesta în iunie 1848. A fost un susținător al unirii Transilvaniei cu Ungaria, în sprijinul căreia a redactat un articol pe care intenționa să-l publice în Gazeta de Transilvania. George Barițiu s-a opus însă publicării acestuia.
A dus tratative, ca împuternicit al guvernului maghiar al lui Lajos Kossuth, cu Avram Iancu, în vederea unirii forțelor revoluționare românești cu cele maghiare. Deși, în ciuda insistențelor sale, nu avea acceptul guvernului revoluționar maghiar să declare armistițiu pe timpul tratativelor, totuși, la tratativele de la Mihăileni, i-a asigurat pe cei cu care trata că armistițiul este în vigoare. Însă deoarece la 6 mai 1849 maiorul Imre Hatvani a atacat Abrudul, prinzându-l pe Ioan Buteanu, pe care ulterior, la 23 mai, l-a spânzurat, moții l-au considerat pe Ioan Dragoș trădător și, după ce la 10 mai au recucerit Abrudul, l-au ucis.